# Torneo Clausura 2020 (Guatemala)
El Torneo Clausura 2020 fue el 42º torneo corto del fútbol guatemalteco, finalizando la temporada 2019-20 de la Liga Nacional de Fútbol de Guatemala. 
Para esta temporada contó con 10 de los 12 equipos que disputaron la temporada pasada a excepción de los descendidos Chiantla y Petapa. Representó el torneo final de la temporada 2019-20.

## Inconvenientes
A mediados de campeonato, durante el mes de marzo, el brote y posterior pandemia de COVID-19, llegó al país proveniente de Italia (a donde había llegado desde Asia), ocasionando un estado de calamidad, lo que obligó que los partidos de la fecha 13 (incluyendo El Clásico) se jugaran a puerta cerrada. Posteriormente, con el agrave de la situación, las fechas fueron suspendidas. 
El 25 de marzo, y viendo los precedentes en la región (declaración desierta torneo en Panamá y suspensión con declaración de campeón en El Salvador), los presidentes de los clubes convocaron a una reunión extraordinaria de realización virtual, en la que 7 equipos apoyaron la suspensión del campeonato (Cobán Imperial, Guastatoya, Iztapa, Mixco, Sanarate, Santa Lucía y Siquinalá); 4 equipos votaron por la continuación del mismo posteriormente (Antigua GFC, Comunicaciones, Municipal y Xelajú MC) mientras Malacateco se abstuvo de la votación.
Dado lo anterior, el campeonato fue declarado como cancelado, con la opción de que no se defina campeón de torneo, nombrando al líder hasta la fecha (Comunicaciones) únicamente como ganador de la clasificación; dar plazas a Liga Concacaf 2020 a Municipal, Antigua GFC y el propio Comunicaciones y descender a Siquinalá y Mixco, sin embargo, esta última decisión será considerada por la Federación Nacional de Fútbol de Guatemala.
Sin embargo, un día después, esta medida fue revocada, puesto que no se cumplieron requisitos para darle oficialidad a las declaraciones, por lo que se consideró tomar un tiempo de espera, actuando acorde a lo que el Gobierno de Guatemala indicase y, tomando en cuenta que Concacaf otorgó un límite hasta la fecha 30 de junio para indicar participantes de la Liga Concacaf 2020.
Para esto último, se tomó en cuenta que el torneo se reanudase en su fecha 14 (la correspondiente) a más tardar a fecha 9 de mayo para que la final se disputase el 28 de junio.
Posteriormente, se realizó una reunión con representantes de las cuatro ligas federadas con el fin de aclarar los lineamientos de cómo actuará la federación si se diera la cancelación de la temporada, fijando como fecha límite el 21 de mayo:
- No declarar campeón a nadie en ninguna de las ligas.
- De Liga Nacional, descender a Deportivo Mixco y Deportivo Siquinalá.
- De Primera División, descender a Deportivo Chiantla y Capitalinos.
- De Segunda División, descender a Potros del Tecnológico, Universidad SC, Juventud Genovense y Demopilarense (plaza ocupada por CSD Escuintla).
- De Primera División, ascender a CSD Sacachispas y Deportivo Achuapa.
- De Segunda División, ascender a Tellioz y Plataneros La Blanca.
- De Tercera División, ascender a Gualán, San Pedro LL, Izabal JC y Deportivo Bolivia.
- Clasificar a la Liga Concacaf 2020 a:
  - Municipal como único campeón en temporada.
  - Antigua GFC como único subcampeón en temporada.
  - Comunicaciones como líder de tabla acumulada.

Finalmente, el 22 de mayo, se declararon oficiales las medidas mencionadas con anterioridad, a excepción de los ascensos directos. Para ello, se definieron series, apelando el mérito deportivo de la tabla acumulada:
- Ascensos de Primera División: 
  - Deportivo Achuapa vs. Deportivo San Pedro
  - Deportivo Marquense vs. CSD Sacachispas.
- Descensos de Primera División: 
  - Sololá Fútbol Club vs. CD Sansare (el perdedor desciende).
- Ascensos de Segunda División: 
  - Plataneros La Blanca vs. CSD Sayaxché
  - Tellioz vs. Puerto San José
  - Perdedor 1 vs. Perdedor 2 (el ganado asciende, el perdedor se queda en Segunda División).
- Ascensos de Tercera División:
  - Izabal JC vs. Comitán
  - Gualán vs. La Libertad
  - San Pedro LL vs. Palencia
  - Deportivo Bolivia vs. Achik'

## Sistema de competición
El torneo se divide en dos partes:
- Fase de clasificación: Formado por los 132 partidos en las 22 jornadas disputadas.
- Fase final: Reclasificación a semifinales, semifinales y final

### Fase de clasificación
Los 12 equipos participantes jugarán una ronda clasificatoria de todos contra todos en visita recíproca, terminando en 22 fechas de 6 partidos cada una, para un total de 132 partidos clasificatorios. Se utiliza un sistema de puntos, que se presenta así:
- Por victoria, se obtendrán 3 puntos.
- Por empate, se obtendrá 1 punto.
- Por derrota no se obtendrán puntos.

Al finalizar las 22 jornadas, la tabla se ordenará con base en los clubes que hayan obtenido la mayoría de puntos, en caso de empates, se toman los siguientes criterios:
1. Puntos
2. Puntos obtenidos entre los equipos empatados
3. Diferencial de goles
4. Goles anotados
5. Goles anotados en condición visitante.

### Fase final
Mientras el primero y segundo lugar clasifican directamente a las semifinales, los cuatro equipos restantes se enfrentan en un playoff para obtener los últimos dos cupos a semifinales, de la siguiente manera:
3° vs 6°
4° vs 5°
Los equipos ganadores clasificarán a las semifinales, enfrentándose al primer y segundo lugar de la ronda clasificatoria, de la siguiente forma:
1° vs Peor ganador de los playoffs según la tabla del torneo
2° vs Mejor ganador de los playoffs según la tabla del torneo
Los clubes vencedores en los partidos de playoffs y semifinales serán aquellos que en los dos juegos anoten el mayor número de goles. De existir empate en el número de goles anotados, la posición se definirá a favor del club con mayor cantidad de goles a favor cuando actúe como visitante.
Si una vez aplicado el criterio anterior los clubes siguieran empatados, se observará la posición de los clubes en la tabla general de clasificación.
Los ganadores de las semifinales se enfrentarán en la Gran Final, disputándose a ida y vuelta, el mejor clasificado entre los finalistas jugará el último partido en su estadio.
El campeón de este torneo clasificará a la Liga Concacaf 2020. 

## Equipos participantes
| Equipo         | Entrenador            | Ciudad                               | Estadio                  | Capacidad | Fundación      | Patrocinador      | Uniforme        | Televisora |
| -------------- | --------------------- | ------------------------------------ | ------------------------ | --------- | -------------- | ----------------- | --------------- | ---------- |
| Antigua GFC    | Antonio Torres Servín | Antigua Guatemala, Sacatepéquez      | Pensativo                | 10 000    | 1959(65 años)  | Horcalsa          | Nino Sportswear |            |
| Cobán Imperial | Jorge Rodríguez       | Cobán, Alta Verapaz                  | José Ángel Rossi         | 12 000    | 1936(88 años)  | Bantrab           | Demos Pro       |            |
| Comunicaciones | Mauricio Tapia        | Ciudad de Guatemala                  | Doroteo Guamuch Flores   | 27 000    | 1949(75 años)  | Tigo              | Nino Sportwear  | Albavisión |
| Guastatoya     | Fabricio Benítez      | Guastatoya, El Progreso              | David Cordón Hichos      | 3 100     | 2010(14 años)  | Banrural          | Demos Pro       | Albavisión |
| Iztapa         | Ramiro Cepeda         | Iztapa, Escuintla                    | Municipal El Morón       | 1 000     |                | Banrural          | Nevimar         |            |
| Malacateco     | Ronald Gómez          | Malacatán, San Marcos                | Santa Lucía              | 5 500     | 1962(62 años)  | Muni Malacatán    | Nevimar         |            |
| Mixco          | Walter Claverí        | Mixco, Guatemala                     | Santo Domingo            | 2 500     | 1964 (55 años) | Muni Mixco        | Futeca          |            |
| Municipal      | Sebastián Bini        | Ciudad de Guatemala                  | El Trébol                | 7 500     | 1936(88 años)  | Pepsi             | Umbro           | Albavisión |
| Sanarate       | Victor Gómez          | Sanarate, El Progreso                | Municipal de Sanarate    | 2 000     | 1958(67 años)  | Cementos Progreso | Demos Pro       |            |
| Santa Lucía    | Pablo Centrone        | Santa Lucía Cotzumalguapa, Escuintla | Estadio Cotzumalguapa    | 8 000     | 2011(13 años)  | Banrural          | Javi Sports     |            |
| Siquinalá      | Ariel Sena            | Siquinalá, Escuintla                 | Estadio Armando Barillas | 7 500     | 2004(20 años)  | Coca-Cola         | Milán           |            |
| Xelajú         | Sergio Egea           | Quetzaltenango, Quetzaltenango       | Mario Camposeco          | 12 200    | 1942(82 años)  | Pepsi             | MR              |            |

## Equipos por departamento
| Departamento   | N.º | Equipos                                    |
| -------------- | --- | ------------------------------------------ |
| Guatemala      | 3   | Municipal, Comunicaciones, Deportivo Mixco |
| Escuintla      | 3   | Siquinalá, Iztapa, Santa Lucía             |
| El Progreso    | 2   | Guastatoya, Sanarate                       |
| San Marcos     | 1   | Malacateco                                 |
| Alta Verapaz   | 1   | Cobán Imperial                             |
| Quetzaltenango | 1   | Xelajú                                     |
| Sacatepéquez   | 1   | Antigua                                    |

## Clasificación
|                                   | Pos. | Equipos           | PJ | PG | PE | PP | GF | GC | Dif. | PTS | Clasificación        |
| --------------------------------- | ---- | ----------------- | -- | -- | -- | -- | -- | -- | ---- | --- | -------------------- |
|                                   | 1º   | Comunicaciones    | 13 | 8  | 4  | 1  | 26 | 15 | +11  | 28  | Semifinales          |
|                                   | 2º   | Municipal         | 13 | 6  | 5  | 2  | 17 | 12 | +5   | 23  | Semifinales          |
|                                   | 3º   | Guastatoya        | 13 | 6  | 3  | 4  | 13 | 10 | +3   | 21  | Acceso a semifinales |
|                                   | 4º   | Iztapa            | 13 | 5  | 5  | 3  | 19 | 18 | +1   | 20  | Acceso a semifinales |
|                                   | 5º   | Antigua Guatemala | 13 | 5  | 4  | 4  | 14 | 12 | +2   | 19  | Acceso a semifinales |
|                                   | 6º   | Siquinalá         | 13 | 4  | 4  | 5  | 17 | 17 | 0    | 16  | Acceso a semifinales |
|                                   | 7º   | Mixco             | 13 | 4  | 3  | 6  | 14 | 14 | 0    | 15  |                      |
|                                   | 8º   | Sanarate FC       | 13 | 4  | 3  | 6  | 14 | 16 | -2   | 15  |                      |
|                                   | 9°   | Santa Lucía       | 13 | 3  | 6  | 4  | 13 | 18 | -5   | 15  |                      |
|                                   | 10º  | Xelajú MC         | 13 | 2  | 7  | 4  | 12 | 15 | -3   | 13  |                      |
|                                   | 11º  | Malacateco        | 13 | 3  | 4  | 6  | 9  | 14 | -5   | 13  |                      |
|                                   | 12º  | Cobán Imperial    | 13 | 2  | 4  | 7  | 8  | 15 | -7   | 10  |                      |
| Actualización: 8 de marzo de 2020 |      |                   |    |    |    |    |    |    |      |     |                      |

### Resumen de resultados
| Local / Visita                           | ANT   | COB   | COM   | GST   | IZT   | MAL   | MIX   | MUN   | SNR   | SLC   | SIQ   | XEL   |
| ---------------------------------------- | ----- | ----- | ----- | ----- | ----- | ----- | ----- | ----- | ----- | ----- | ----- | ----- |
| Antigua GFC                              |       |       |       | 0 - 1 | 1 - 2 |       |       | 1 - 1 | 2 - 1 | 0 - 0 |       | 0 - 0 |
| Cobán Imperial                           | 0 - 2 |       | 2 - 3 | 2 - 0 | 0 - 0 |       |       | 1 - 1 |       | 0 - 0 | 1 - 0 |       |
| Comunicaciones                           | 1 - 2 |       |       | 1 - 1 |       | 1 - 0 | 1 - 0 | 3 - 0 | 2 - 2 | 1 - 3 |       | 1 - 0 |
| Guastatoya                               |       | 1 - 0 |       |       | 2 - 0 | 3 - 2 | 2 - 0 |       | 2 - 1 |       |       | 0 - 0 |
| Iztapa                                   | 2 - 1 |       | 2 - 2 |       | 0 - 1 | 1 - 0 |       |       |       | 6 - 2 | 2 - 2 |       |
| Malacateco                               | 0 - 1 | 1 - 0 |       | 1 - 0 | 1 - 1 |       | 1 - 0 |       | 0 - 3 |       |       | 2 - 2 |
| Mixco                                    | 1 - 1 | 1 - 1 |       |       | 5 - 1 |       |       | 0 - 1 |       | 1 - 1 | 1 - 0 | 1 - 0 |
| Municipal                                |       | 3 - 0 | 2 - 4 | 0 - 0 |       | 1 - 1 |       |       |       | 2 - 0 | 3 - 1 |       |
| Sanarate FC                              | 1 - 2 | 2 - 1 |       |       | 1 - 2 |       | 2 - 1 | 0 - 0 |       | 1 - 0 | 1 - 0 |       |
| Santa Lucía                              |       |       |       | 1 - 0 |       | 1 - 0 | 2 - 0 |       |       |       | 1 - 1 | 1 - 1 |
| Siquinalá                                | 2 - 1 |       | 1 - 2 | 2 - 1 |       | 0 - 0 |       |       | 1 - 0 | 3 - 3 |       | 4 - 1 |
| Xelajú MC                                |       | 1 - 0 | 2 - 2 |       | 0 - 0 |       | 3 - 1 | 1 - 2 | 1 - 1 |       |       |       |
| Última actualización: 1 de marzo de 2020 |       |       |       |       |       |       |       |       |       |       |       |       |

## Jornadas

### Jornadas
- Los horarios son correspondientes al tiempo de Guatemala (UTC-6).

| Jornada 1 | Jornada 1 | Jornada 1   | Jornada 1              | Jornada 1   | Jornada 1 | Jornada 1    | Jornada 1 | Jornada 1  | Jornada 1 |
| Local | Resultado | Visitante   | Estadio                | Fecha       | Hora      | Espectadores | Canal     | Amonestado | Expulsado |
| --- | --------- | ----------- | ---------------------- | ----------- | --------- | ------------ | --------- | ---------- | --------- |
| Siquinalá | 1 - 0     | Sanarate    | Armando Barillas       | 17 de enero | 19:00     | 822          |           | 5          | -         |
| Comunicaciones | 1 - 0     | Xelajú MC   | Doroteo Guamuch Flores | 18 de enero | 17:00     | 3 901        |           | 4          | -         |
| Mixco | 1 - 1     | Santa Lucía | Santo Domingo          | 18 de enero | 19:00     | 0*           |           | 8          | -         |
| Cobán Imperial | 1 - 1     | Municipal   | José Ángel Rossi       | 18 de enero | 19:00     | 1 953        |           | 3          | -         |
| Antigua GFC | 1 - 2     | Iztapa      | Pensativo              | 19 de enero | 11:30     | 2 245        |           | 6          | 1         |
| Malacateco | 1 - 0     | Guastatoya  | Santa Lucía            | 19 de enero | 12:00     | 755          |           | 3          | -         |
| Total de goles: 10 Total de Asistencia: 9 676 Total de Tarjetas Amarillas/Rojas: 29/1 *El partido entre Mixco y Santa Lucía fue jugado sin público, debido al estado de prevención en Mixco. |           |             |                        |             |           |              |           |            |           |

| Jornada 2                                                                              | Jornada 2 | Jornada 2      | Jornada 2              | Jornada 2   | Jornada 2 | Jornada 2    | Jornada 2 | Jornada 2  | Jornada 2 |
| Local                                                                                  | Resultado | Visitante      | Estadio                | Fecha       | Hora      | Espectadores | Canal     | Amonestado | Expulsado |
| -------------------------------------------------------------------------------------- | --------- | -------------- | ---------------------- | ----------- | --------- | ------------ | --------- | ---------- | --------- |
| Municipal                                                                              | 2 - 4     | Comunicaciones | Doroteo Guamuch Flores | 25 de enero | 15:00     | 5 189        |           | 8          | -         |
| Xelajú MC                                                                              | 3 - 1     | Mixco          | Mario Camposeco        | 25 de enero | 18:00     | 2 732        |           | 4          | -         |
| Sanarate                                                                               | 1 - 2     | Antigua GFC    | Municipal de Sanarate  | 26 de enero | 11:30     | 577          |           | 6          | -         |
| Santa Lucía                                                                            | 1 - 1     | Siquinalá      | Cotzumalguapa          | 26 de enero | 12:00     | 1 322        |           | 13         | 1         |
| Iztapa                                                                                 | 1 - 0     | Malacateco     | El Morón               | 26 de enero | 13:30     | 667          |           | 6          | 2         |
| Guastatoya                                                                             | 1 - 0     | Cobán Imperial | David Cordón Hichos    | 26 de enero | 14:30     | 853          |           | 6          | -         |
| Total de goles: 17 Total de Asistencia: 11 340 Total de Tarjetas Amarillas/Rojas: 43/3 |           |                |                        |             |           |              |           |            |           |

| Jornada 3                                                                           | Jornada 3 | Jornada 3   | Jornada 3              | Jornada 3   | Jornada 3 | Jornada 3    | Jornada 3 | Jornada 3  | Jornada 3 |
| Local                                                                               | Resultado | Visitante   | Estadio                | Fecha       | Hora      | Espectadores | Canal     | Amonestado | Expulsado |
| ----------------------------------------------------------------------------------- | --------- | ----------- | ---------------------- | ----------- | --------- | ------------ | --------- | ---------- | --------- |
| Sanarate                                                                            | 1 - 0     | Santa Lucía | Municipal de Sanarate  | 29 de enero | 11:30     | 268          |           | 3          | 1         |
| Siquinalá                                                                           | 4 - 1     | Xelajú MC   | Armando Barillas       | 29 de enero | 15:00     | 590          |           | 6          | 1         |
| Mixco                                                                               | 0 - 1     | Municipal   | Santo Domingo          | 29 de enero | 19:00     | 1 775        |           | 10         | 3         |
| Cobán Imperial                                                                      | 0 - 0     | Iztapa      | José Ángel Rossi       | 29 de enero | 19:00     | 718          |           | 6          | -         |
| Comunicaciones                                                                      | 1 - 1     | Guastatoya  | Doroteo Guamuch Flores | 29 de enero | 19:00     | 2 671        |           | 3          | -         |
| Malacateco                                                                          | 0 - 1     | Antigua GFC | Santa Lucía            | 29 de enero | 19:00     | 876          |           | 9          | -         |
| Total de goles: 10 Total de Asistencia: 6 898 Total de Tarjetas Amarillas/Rojas: 37 |           |             |                        |             |           |              |           |            |           |

| Jornada 4                                                                             | Jornada 4 | Jornada 4      | Jornada 4           | Jornada 4    | Jornada 4 | Jornada 4    | Jornada 4 | Jornada 4  | Jornada 4 |
| Local                                                                                 | Resultado | Visitante      | Estadio             | Fecha        | Hora      | Espectadores | Canal     | Amonestado | Expulsado |
| ------------------------------------------------------------------------------------- | --------- | -------------- | ------------------- | ------------ | --------- | ------------ | --------- | ---------- | --------- |
| Municipal                                                                             | 3 - 1     | Siquinalá      | El Trébol           | 1 de febrero | 15:00     | 2 407        |           | 6          | -         |
| Xelajú MC                                                                             | 1 - 1     | Sanarate       | Mario Camposeco     | 1 de febrero | 19:00     | 1 739        |           | 2          | -         |
| Antigua GFC                                                                           | 0 - 0     | Santa Lucía    | Pensativo           | 2 de febrero | 11:30     | 1 897        |           | 9          | -         |
| Malacateco                                                                            | 1 - 0     | Cobán Imperial | Santa Lucía         | 2 de febrero | 12:30     | 589          |           | 3          | -         |
| Iztapa                                                                                | 2 - 2     | Comunicaciones | El Morón            | 2 de febrero | 13:30     | 1 367        |           | 6          | 1         |
| Guastatoya                                                                            | 2 - 0     | Mixco          | David Cordón Hichos | 2 de febrero | 14:30     | 468          |           | 6          | 4         |
| Total de goles: 13 Total de Asistencia: 8 467 Total de Tarjetas Amarillas/Rojas: 32/5 |           |                |                     |              |           |              |           |            |           |

| Jornada 5                                                                             | Jornada 5 | Jornada 5   | Jornada 5              | Jornada 5    | Jornada 5 | Jornada 5    | Jornada 5 | Jornada 5  | Jornada 5 |
| Local                                                                                 | Resultado | Visitante   | Estadio                | Fecha        | Hora      | Espectadores | Canal     | Amonestado | Expulsado |
| ------------------------------------------------------------------------------------- | --------- | ----------- | ---------------------- | ------------ | --------- | ------------ | --------- | ---------- | --------- |
| Santa Lucía                                                                           | 1 - 1     | Xelajú MC   | Cotzumalguapa          | 18 de agosto | 12:00     | 456          |           | 10         | -         |
| Sanarate                                                                              | 0 - 0     | Municipal   | Municipal de Sanarate  | 18 de agosto | 15:00     | 793          |           | 8          | 1         |
| Siquinalá                                                                             | 2 - 1     | Guastatoya  | Armando Barillas       | 18 de agosto | 15:00     | 727          |           | 4          | 1         |
| Mixco                                                                                 | 5 - 1     | Iztapa      | Santo Domingo          | 18 de agosto | 19:00     | 720          |           | 8          | -         |
| Cobán Imperial                                                                        | 0 - 2     | Antigua GFC | José Ángel Rossi       | 18 de agosto | 19:00     | 769          |           | 5          | -         |
| Comunicaciones                                                                        | 1 - 0     | Malacateco  | Doroteo Guamuch Flores | 18 de agosto | 19:00     | 1 413        |           | 7          | -         |
| Total de goles: 14 Total de Asistencia: 4 878 Total de Tarjetas Amarillas/Rojas: 42/3 |           |             |                        |              |           |              |           |            |           |

| Jornada 6                                                                             | Jornada 6 | Jornada 6      | Jornada 6           | Jornada 6    | Jornada 6 | Jornada 6    | Jornada 6 | Jornada 6  | Jornada 6 |
| Local                                                                                 | Resultado | Visitante      | Estadio             | Fecha        | Hora      | Espectadores | Canal     | Amonestado | Expulsado |
| ------------------------------------------------------------------------------------- | --------- | -------------- | ------------------- | ------------ | --------- | ------------ | --------- | ---------- | --------- |
| Municipal                                                                             | 2 - 0     | Santa Lucía    | El Trébol           | 8 de febrero | 15:00     | 2 459        |           | 6          | -         |
| Cobán Imperial                                                                        | 2 - 3     | Comunicaciones | José Ángel Rossi    | 8 de febrero | 19:00     | 1 345        |           | 3          | 1         |
| Antigua GFC                                                                           | 0 - 0     | Xelajú MC      | Pensativo           | 9 de febrero | 11:30     | 2 000        |           | 6          | -         |
| Malacateco                                                                            | 1 - 0     | Mixco          | Santa Lucía         | 9 de febrero | 12:00     | 625          |           | 2          | -         |
| Iztapa                                                                                | 2 - 2     | Siquinalá      | El Morón            | 9 de febrero | 13:30     | 481          |           | 7          | -         |
| Guastatoya                                                                            | 2 - 1     | Sanarate       | David Cordón Hichos | 9 de febrero | 15:00     | 990          |           | 7          | 2         |
| Total de goles: 15 Total de Asistencia: 7 900 Total de Tarjetas Amarillas/Rojas: 31/3 |           |                |                     |              |           |              |           |            |           |

| Jornada 7                                                                             | Jornada 7 | Jornada 7      | Jornada 7              | Jornada 7     | Jornada 7 | Jornada 7    | Jornada 7 | Jornada 7  | Jornada 7 |
| Local                                                                                 | Resultado | Visitante      | Estadio                | Fecha         | Hora      | Espectadores | Canal     | Amonestado | Expulsado |
| ------------------------------------------------------------------------------------- | --------- | -------------- | ---------------------- | ------------- | --------- | ------------ | --------- | ---------- | --------- |
| Santa Lucía                                                                           | 1 - 0     | Guastatoya     | Cotzumalguapa          | 12 de febrero | 15:00     | 639          |           | 7          | -         |
| Siquinalá                                                                             | 0 - 0     | Malacateco     | Armando Barillas       | 12 de febrero | 15:30     | 406          |           | 5          | -         |
| Sanarate                                                                              | 1 - 2     | Iztapa         | Municipal de Sanarate  | 12 de febrero | 15:30     | 346          |           | 3          | 1         |
| Mixco                                                                                 | 1 - 1     | Cobán Imperial | Santo Domingo          | 12 de febrero | 19:00     | 1 059        |           | 8          | 1         |
| Xelajú MC                                                                             | 1 - 2     | Municipal      | Mario Camposeco        | 12 de febrero | 20:00     | 3 884        |           | 6          | -         |
| Comunicaciones                                                                        | 1 - 2     | Antigua GFC    | Doroteo Guamuch Flores | 12 de febrero | 20:00     | 1 826        |           | 6          | 2         |
| Total de goles: 12 Total de Asistencia: 8 160 Total de Tarjetas Amarillas/Rojas: 35/4 |           |                |                        |               |           |              |           |            |           |

| Jornada 8                                                                             | Jornada 8 | Jornada 8   | Jornada 8              | Jornada 8     | Jornada 8 | Jornada 8    | Jornada 8 | Jornada 8  | Jornada 8 |
| Local                                                                                 | Resultado | Visitante   | Estadio                | Fecha         | Hora      | Espectadores | Canal     | Amonestado | Expulsado |
| ------------------------------------------------------------------------------------- | --------- | ----------- | ---------------------- | ------------- | --------- | ------------ | --------- | ---------- | --------- |
| Comunicaciones                                                                        | 1 - 0     | Mixco       | Doroteo Guamuch Flores | 16 de febrero | 11:00     | 1 054        |           | 5          | -         |
| Guastatoya                                                                            | 0 - 0     | Xelajú MC   | David Cordón Hichos    | 16 de febrero | 11:00     | 752          |           | 5          | -         |
| Antigua GFC                                                                           | 1 - 1     | Municipal   | Pensativo              | 16 de febrero | 11:30     | 4 607        |           | 1          | -         |
| Iztapa                                                                                | 6 - 2     | Santa Lucía | El Morón               | 16 de febrero | 13:30     | 482          |           | 3          | -         |
| Cobán Imperial                                                                        | 1 - 0     | Siquinalá   | José Ángel Rossi       | 16 de febrero | 15:00     | 443          |           | 5          | -         |
| Malacateco                                                                            | 0 - 3     | Sanarate    | Santa Lucía            | 16 de febrero | 17:00     | 786          |           | 6          | -         |
| Total de goles: 15 Total de Asistencia: 8 114 Total de Tarjetas Amarillas/Rojas: 25/0 |           |             |                        |               |           |              |           |            |           |

| Jornada 9                                                                      | Jornada 9 | Jornada 9      | Jornada 9             | Jornada 9     | Jornada 9 | Jornada 9    | Jornada 9 | Jornada 9  | Jornada 9 |
| Local                                                                          | Resultado | Visitante      | Estadio               | Fecha         | Hora      | Espectadores | Canal     | Amonestado | Expulsado |
| ------------------------------------------------------------------------------ | --------- | -------------- | --------------------- | ------------- | --------- | ------------ | --------- | ---------- | --------- |
| Municipal                                                                      | 0 - 0     | Guastatoya     | El Trébol             | 22 de febrero | 15:00     |              |           | 7          |           |
| Xelajú MC                                                                      | 0 - 0     | Iztapa         | Mario Camposeco       | 22 de febrero | 19:00     |              |           | 8          |           |
| Mixco                                                                          | 1 - 1     | Antigua GFC    | Santo Domingo         | 22 de febrero | 19:00     |              |           | 3          | -         |
| Sanarate                                                                       | 2 - 1     | Cobán Imperial | Municipal de Sanarate | 23 de febrero | 11:30     |              |           | 1          | -         |
| Santa Lucía                                                                    | 1 - 0     | Malacateco     | Cotzumalguapa         | 23 de febrero | 12:30     |              |           | 10         | -         |
| Siquinalá                                                                      | 1 - 2     | Comunicaciones | Armando Barillas      | 23 de febrero | 15:30     |              |           | 7          | 1         |
| Total de goles: 9 Total de Asistencia: Total de Tarjetas Amarillas/Rojas: 36/1 |           |                |                       |               |           |              |           |            |           |

| Jornada 10                                                                            | Jornada 10 | Jornada 10  | Jornada 10             | Jornada 10    | Jornada 10 | Jornada 10   | Jornada 10 | Jornada 10 | Jornada 10 |
| Local                                                                                 | Resultado  | Visitante   | Estadio                | Fecha         | Hora       | Espectadores | Canal      | Amonestado | Expulsado  |
| ------------------------------------------------------------------------------------- | ---------- | ----------- | ---------------------- | ------------- | ---------- | ------------ | ---------- | ---------- | ---------- |
| Mixco                                                                                 | 1 - 0      | Siquinalá   | Santo Domingo          | 29 de febrero | 19:00      | 876          |            | 10         | -          |
| Cobán Imperial                                                                        | 0 - 0      | Santa Lucía | José Ángel Rossi       | 1 de marzo    | 11:00      | 679          |            | 6          | -          |
| Antigua GFC                                                                           | 0 - 1      | Guastatoya  | Pensativo              | 1 de marzo    | 11:30      | 1 302        |            | 2          | -          |
| Malacateco                                                                            | 2 - 2      | Xelajú MC   | Santa Lucía            | 1 de marzo    | 12:30      | 504          |            | 6          | 1          |
| Iztapa                                                                                | 0 - 1      | Municipal   | El Morón               | 1 de marzo    | 13:30      | 1 242        |            | 9          | -          |
| Comunicaciones                                                                        | 2 - 2      | Sanarate    | Doroteo Guamuch Flores | 1 de marzo    | 17:00      | 2 526        |            | 6          | -          |
| Total de goles: 11 Total de Asistencia: 7 129 Total de Tarjetas Amarillas/Rojas: 39/1 |            |             |                        |               |            |              |            |            |            |

| Jornada 11                                                                            | Jornada 11 | Jornada 11     | Jornada 11            | Jornada 11 | Jornada 11 | Jornada 11   | Jornada 11 | Jornada 11 | Jornada 11 |
| Local                                                                                 | Resultado  | Visitante      | Estadio               | Fecha      | Hora       | Espectadores | Canal      | Amonestado | Expulsado  |
| ------------------------------------------------------------------------------------- | ---------- | -------------- | --------------------- | ---------- | ---------- | ------------ | ---------- | ---------- | ---------- |
| Siquinalá                                                                             | 2 - 1      | Antigua GFC    | Armando Barillas      | 6 de marzo | 19:00      | 583          |            | 5          | -          |
| Municipal                                                                             | 1 - 1      | Malacateco     | El Trébol             | 7 de marzo | 15:00      | 2 590        |            | 8          | -          |
| Xelajú MC                                                                             | 1 - 0      | Cobán Imperial | Mario Camposeco       | 7 de marzo | 20:00      | 1 574        |            | 7          | -          |
| Sanarate                                                                              | 2 - 1      | Mixco          | Municipal de Sanarate | 8 de marzo | 11:00      | 652          |            | 4          | -          |
| Santa Lucía                                                                           | 1 - 3      | Comunicaciones | Cotzumalguapa         | 8 de marzo | 12:00      | 2 000        |            | 4          | -          |
| Guastatoya                                                                            | 2 - 0      | Iztapa         | David Cordón Hichos   | 8 de marzo | 15:00      | 615          |            | 4          | 1          |
| Total de goles: 15 Total de Asistencia: 8 014 Total de Tarjetas Amarillas/Rojas: 32/1 |            |                |                       |            |            |              |            |            |            |

| Jornada 12                                                                            | Jornada 12 | Jornada 12     | Jornada 12            | Jornada 12  | Jornada 12 | Jornada 12   | Jornada 12  | Jornada 12 | Jornada 12 |
| Local                                                                                 | Resultado  | Visitante      | Estadio               | Fecha       | Hora       | Espectadores | Canal       | Amonestado | Expulsado  |
| ------------------------------------------------------------------------------------- | ---------- | -------------- | --------------------- | ----------- | ---------- | ------------ | ----------- | ---------- | ---------- |
| Sanarate                                                                              | 1 - 0      | Siquinalá      | Municipal de Sanarate | 11 de marzo | 11:30      | 374          |             | 7          | -          |
| Santa Lucía                                                                           | 2 - 0      | Mixco          | Cotzumalguapa         | 11 de marzo | 12:00      | 487          |             | 4          | 2          |
| Municipal                                                                             | 3 - 0      | Cobán Imperial | El Trébol             | 11 de marzo | 12:00      | 1 419        | Trecevisión | 6          | 2          |
| Iztapa                                                                                | 2 - 1      | Antigua GFC    | El Morón              | 11 de marzo | 13:30      | 261          |             | 4          | -          |
| Guastatoya                                                                            | 3 - 2      | Malacateco     | David Cordón Hichos   | 11 de marzo | 14:30      | 475          | Trecevisión | 4          | -          |
| Xelajú MC                                                                             | 2 - 2      | Comunicaciones | Mario Camposeco       | 11 de marzo | 19:00      | 3 117        |             | 7          | -          |
| Total de goles: 18 Total de Asistencia: 6 133 Total de Tarjetas Amarillas/Rojas: 32/4 |            |                |                       |             |            |              |             |            |            |

| Jornada 13 | Jornada 13 | Jornada 13  | Jornada 13             | Jornada 13  | Jornada 13 | Jornada 13   | Jornada 13 | Jornada 13 | Jornada 13 |
| Local | Resultado  | Visitante   | Estadio                | Fecha       | Hora       | Espectadores | Canal      | Amonestado | Expulsado  |
| --- | ---------- | ----------- | ---------------------- | ----------- | ---------- | ------------ | ---------- | ---------- | ---------- |
| Mixco | 1 - 0      | Xelajú MC   | Santo Domingo          | 14 de marzo | 19:00      | 0*           |            | 5          | -          |
| Antigua GFC | 2 - 1      | Sanarate    | Pensativo              | 15 de marzo | 11:30      | 0*           |            | 4          |            |
| Malacateco | 1 - 1      | Iztapa      | Santa Lucía            | 15 de marzo | 12:30      | 0*           |            | 4          | -          |
| Siquinalá | 3 - 3      | Santa Lucía | Armando Barillas       | 15 de marzo | 13:00      | 0*           |            | 6          | 1          |
| Cobán Imperial | 2 - 0      | Guastatoya  | José Ángel Rossi       | 15 de marzo | 15:30      | 0*           |            | 2          | -          |
| Comunicaciones | 3 - 0      | Municipal   | Doroteo Guamuch Flores | 15 de marzo | 17:00      | 0*           |            | 3          | -          |
| Total de goles: 17 Total de Asistencia: 0 Total de Tarjetas Amarillas/Rojas: 24/1 Toda la jornada se jugó a puerta cerrada debido al Estado de Calamidad declarado por el inicio de brote de COVID-19 en el país. |            |             |                        |             |            |              |            |            |            |

| Jornada 14                                                              | Jornada 14 | Jornada 14     | Jornada 14          | Jornada 14 | Jornada 14 | Jornada 14   | Jornada 14 | Jornada 14 | Jornada 14 |
| Local                                                                   | Resultado  | Visitante      | Estadio             | Fecha      | Hora       | Espectadores | Canal      | Amonestado | Expulsado  |
| ----------------------------------------------------------------------- | ---------- | -------------- | ------------------- | ---------- | ---------- | ------------ | ---------- | ---------- | ---------- |
| Municipal                                                               | 1-1        | Mixco          | El Trébol           | Cancelado  | Cancelado  |              |            |            |            |
| Xelajú MC                                                               | 2-2        | Siquinalá      | Mario Camposeco     | Cancelado  | Cancelado  |              |            |            |            |
| Antigua GFC                                                             | 0-3        | Malacateco     | Pensativo           | Cancelado  | Cancelado  |              |            |            |            |
| Santa Lucía                                                             | 3-2        | Sanarate       | Cotzumalguapa       | Cancelado  | Cancelado  |              |            |            |            |
| Iztapa                                                                  | 1-2        | Cobán Imperial | El Morón            | Cancelado  | Cancelado  |              |            |            |            |
| Guastatoya                                                              | 1-3        | Comunicaciones | David Cordón Hichos | Cancelado  | Cancelado  |              |            |            |            |
| Total de goles: Total de Asistencia: Total de Tarjetas Amarillas/Rojas: |            |                |                     |            |            |              |            |            |            |

| Jornada 15                                                              | Jornada 15 | Jornada 15  | Jornada 15             | Jornada 15 | Jornada 15 | Jornada 15   | Jornada 15 | Jornada 15 | Jornada 15 |
| Local                                                                   | Resultado  | Visitante   | Estadio                | Fecha      | Hora       | Espectadores | Canal      | Amonestado | Expulsado  |
| ----------------------------------------------------------------------- | ---------- | ----------- | ---------------------- | ---------- | ---------- | ------------ | ---------- | ---------- | ---------- |
| Siquinalá                                                               | 2-1        | Municipal   | Armando Barillas       | Cancelado  | Cancelado  |              |            |            |            |
| Comunicaciones                                                          | 2-0        | Iztapa      | Doroteo Guamuch Flores | Cancelado  | Cancelado  |              |            |            |            |
| Cobán Imperial                                                          | 3-2        | Malacateco  | José Ángel Rossi       | Cancelado  | Cancelado  |              |            |            |            |
| Mixco                                                                   | 1-1        | Guastatoya  | Santo Domingo          | Cancelado  | Cancelado  |              |            |            |            |
| Sanarate                                                                | 0-1        | Xelajú MC   | Municipal Sanarate     | Cancelado  | Cancelado  |              |            |            |            |
| Santa Lucía                                                             | 2-1        | Antigua GFC | Cotzumalguapa          | Cancelado  | Cancelado  |              |            |            |            |
| Total de goles: Total de Asistencia: Total de Tarjetas Amarillas/Rojas: |            |             |                        |            |            |              |            |            |            |

| Jornada 16                                                              | Jornada 16 | Jornada 16     | Jornada 16          | Jornada 16 | Jornada 16 | Jornada 16   | Jornada 16 | Jornada 16 | Jornada 16 |
| Local                                                                   | Resultado  | Visitante      | Estadio             | Fecha      | Hora       | Espectadores | Canal      | Amonestado | Expulsado  |
| ----------------------------------------------------------------------- | ---------- | -------------- | ------------------- | ---------- | ---------- | ------------ | ---------- | ---------- | ---------- |
| Antigua GFC                                                             | 2-0        | Cobán Imperial | Pensativo           | Cancelado  | Cancelado  |              |            |            |            |
| Municipal                                                               | 1-1        | Sanarate       | El Trébol           | Cancelado  | Cancelado  |              |            |            |            |
| Iztapa                                                                  | 0-3        | Mixco          | El Morón            | Cancelado  | Cancelado  |              |            |            |            |
| Guastatoya                                                              | 3-2        | Siquinalá      | David Cordón Hichos | Cancelado  | Cancelado  |              |            |            |            |
| Malacateco                                                              | 1-1        | Comunicaciones | Santa Lucía         | Cancelado  | Cancelado  |              |            |            |            |
| Xelajú MC                                                               | 1-0        | Santa Lucía    | Mario Camposeco     | Cancelado  | Cancelado  |              |            |            |            |
| Total de goles: Total de Asistencia: Total de Tarjetas Amarillas/Rojas: |            |                |                     |            |            |              |            |            |            |

| Jornada 17                                                              | Jornada 17 | Jornada 17     | Jornada 17             | Jornada 17 | Jornada 17 | Jornada 17   | Jornada 17 | Jornada 17 | Jornada 17 |
| Local                                                                   | Resultado  | Visitante      | Estadio                | Fecha      | Hora       | Espectadores | Canal      | Amonestado | Expulsado  |
| ----------------------------------------------------------------------- | ---------- | -------------- | ---------------------- | ---------- | ---------- | ------------ | ---------- | ---------- | ---------- |
| Santa Lucía                                                             | 1-2        | Municipal      | Cotzumalguapa          | Cancelado  | Cancelado  |              |            |            |            |
| Sanarate                                                                | 0-0        | Guastatoya     | Municipal Sanarate     | Cancelado  | Cancelado  |              |            |            |            |
| Siquinalá                                                               | 2-3        | Iztapa         | Armando Barillas       | Cancelado  | Cancelado  |              |            |            |            |
| Mixco                                                                   | 3-1        | Malacateco     | Santo Domingo          | Cancelado  | Cancelado  |              |            |            |            |
| Comunicaciones                                                          | 1-1        | Cobán Imperial | Doroteo Guamuch Flores | Cancelado  | Cancelado  |              |            |            |            |
| Xelajú MC                                                               | 2-0        | Antigua GFC    | Mario Camposeco        | Cancelado  | Cancelado  |              |            |            |            |
| Total de goles: Total de Asistencia: Total de Tarjetas Amarillas/Rojas: |            |                |                        |            |            |              |            |            |            |

| Jornada 18                                                              | Jornada 18 | Jornada 18     | Jornada 18          | Jornada 18 | Jornada 18 | Jornada 18   | Jornada 18 | Jornada 18 | Jornada 18 |
| Local                                                                   | Resultado  | Visitante      | Estadio             | Fecha      | Hora       | Espectadores | Canal      | Amonestado | Expulsado  |
| ----------------------------------------------------------------------- | ---------- | -------------- | ------------------- | ---------- | ---------- | ------------ | ---------- | ---------- | ---------- |
| Antigua GFC                                                             |            | Comunicaciones | Pensativo           | Cancelado  | Cancelado  |              |            |            |            |
| Municipal                                                               |            | Xelajú MC      | El Trébol           | Cancelado  | Cancelado  |              |            |            |            |
| Iztapa                                                                  |            | Sanarate       | El Morón            | Cancelado  | Cancelado  |              |            |            |            |
| Guastatoya                                                              |            | Santa Lucía    | David Cordón Hichos | Cancelado  | Cancelado  |              |            |            |            |
| Malacateco                                                              |            | Siquinalá      | Santa Lucía         | Cancelado  | Cancelado  |              |            |            |            |
| Cobán Imperial                                                          |            | Mixco          | José Ángel Rossi    | Cancelado  | Cancelado  |              |            |            |            |
| Total de goles: Total de Asistencia: Total de Tarjetas Amarillas/Rojas: |            |                |                     |            |            |              |            |            |            |

| Jornada 19                                                              | Jornada 19 | Jornada 19     | Jornada 19         | Jornada 19 | Jornada 19 | Jornada 19   | Jornada 19 | Jornada 19 | Jornada 19 |
| Local                                                                   | Resultado  | Visitante      | Estadio            | Fecha      | Hora       | Espectadores | Canal      | Amonestado | Expulsado  |
| ----------------------------------------------------------------------- | ---------- | -------------- | ------------------ | ---------- | ---------- | ------------ | ---------- | ---------- | ---------- |
| Santa Lucía                                                             |            | Iztapa         | Cotzumalguapa      | Cancelado  | Cancelado  |              |            |            |            |
| Municipal                                                               |            | Antigua GFC    | El Trébol          | Cancelado  | Cancelado  |              |            |            |            |
| Sanarate                                                                |            | Malacateco     | Municipal Sanarate | Cancelado  | Cancelado  |              |            |            |            |
| Siquinalá                                                               |            | Cobán Imperial | Armando Barillas   | Cancelado  | Cancelado  |              |            |            |            |
| Mixco                                                                   |            | Comunicaciones | Santo Domingo      | Cancelado  | Cancelado  |              |            |            |            |
| Xelajú MC                                                               |            | Guastatoya     | Mario Camposeco    | Cancelado  | Cancelado  |              |            |            |            |
| Total de goles: Total de Asistencia: Total de Tarjetas Amarillas/Rojas: |            |                |                    |            |            |              |            |            |            |

| Jornada 20                                                              | Jornada 20 | Jornada 20  | Jornada 20             | Jornada 20 | Jornada 20 | Jornada 20   | Jornada 20 | Jornada 20 | Jornada 20 |
| Local                                                                   | Resultado  | Visitante   | Estadio                | Fecha      | Hora       | Espectadores | Canal      | Amonestado | Expulsado  |
| ----------------------------------------------------------------------- | ---------- | ----------- | ---------------------- | ---------- | ---------- | ------------ | ---------- | ---------- | ---------- |
| Cobán Imperial                                                          |            | Sanarate    | José Ángel Rossi       | Cancelado  | Cancelado  |              |            |            |            |
| Antigua GFC                                                             |            | Mixco       | Pensativo              | Cancelado  | Cancelado  |              |            |            |            |
| Malacateco                                                              |            | Santa Lucía | Santa Lucía            | Cancelado  | Cancelado  |              |            |            |            |
| Iztapa                                                                  |            | Xelajú MC   | El Morón               | Cancelado  | Cancelado  |              |            |            |            |
| Guastatoya                                                              |            | Municipal   | David Cordón Hichos    | Cancelado  | Cancelado  |              |            |            |            |
| Comunicaciones                                                          |            | Siquinalá   | Doroteo Guamuch Flores | Cancelado  | Cancelado  |              |            |            |            |
| Total de goles: Total de Asistencia: Total de Tarjetas Amarillas/Rojas: |            |             |                        |            |            |              |            |            |            |

| Jornada 21                                                              | Jornada 21 | Jornada 21     | Jornada 21          | Jornada 21 | Jornada 21 | Jornada 21   | Jornada 21 | Jornada 21 | Jornada 21 |
| Local                                                                   | Resultado  | Visitante      | Estadio             | Fecha      | Hora       | Espectadores | Canal      | Amonestado | Expulsado  |
| ----------------------------------------------------------------------- | ---------- | -------------- | ------------------- | ---------- | ---------- | ------------ | ---------- | ---------- | ---------- |
| Santa Lucía                                                             |            | Cobán Imperial | Cotzumalguapa       | Cancelado  | Cancelado  |              |            |            |            |
| Municipal                                                               |            | Iztapa         | El Trébol           | Cancelado  | Cancelado  |              |            |            |            |
| Guastatoya                                                              |            | Antigua GFC    | David Cordón Hichos | Cancelado  | Cancelado  |              |            |            |            |
| Sanarate                                                                |            | Comunicaciones | Municipal Sanarate  | Cancelado  | Cancelado  |              |            |            |            |
| Siquinalá                                                               |            | Mixco          | Armando Barillas    | Cancelado  | Cancelado  |              |            |            |            |
| Xelajú MC                                                               |            | Malacateco     | Mario Camposeco     | Cancelado  | Cancelado  |              |            |            |            |
| Total de goles: Total de Asistencia: Total de Tarjetas Amarillas/Rojas: |            |                |                     |            |            |              |            |            |            |

| Jornada 22                                                              | Jornada 22 | Jornada 22  | Jornada 22             | Jornada 22 | Jornada 22 | Jornada 22   | Jornada 22 | Jornada 22 | Jornada 22 |
| Local                                                                   | Resultado  | Visitante   | Estadio                | Fecha      | Hora       | Espectadores | Canal      | Amonestado | Expulsado  |
| ----------------------------------------------------------------------- | ---------- | ----------- | ---------------------- | ---------- | ---------- | ------------ | ---------- | ---------- | ---------- |
| Antigua GFC                                                             |            | Siquinalá   | Pensativo              | Cancelado  | Cancelado  |              |            |            |            |
| Iztapa                                                                  |            | Guastatoya  | El Morón               | Cancelado  | Cancelado  |              |            |            |            |
| Malacateco                                                              |            | Municipal   | Santa Lucía            | Cancelado  | Cancelado  |              |            |            |            |
| Cobán Imperial                                                          |            | Xelajú MC   | José Ángel Rossi       | Cancelado  | Cancelado  |              |            |            |            |
| Comunicaciones                                                          |            | Santa Lucía | Doroteo Guamuch Flores | Cancelado  | Cancelado  |              |            |            |            |
| Mixco                                                                   |            | Sanarate    | Santo Domingo          | Cancelado  | Cancelado  |              |            |            |            |
| Total de goles: Total de Asistencia: Total de Tarjetas Amarillas/Rojas: |            |             |                        |            |            |              |            |            |            |

## Líderes individuales

### Trofeo Juan Carlos Plata
| N.º | Jugador | Goles | Minutos Jugados | Equipo |
| --- | ------- | ----- | --------------- | ------ |
|     |         |       |                 |        |
| 2   |         |       |                 |        |
| 3   |         |       |                 |        |

### Trofeo Josue Danny Ortiz
| N.º | Jugador | Partidos | Goles | Promedio | Equipo |
| --- | ------- | -------- | ----- | -------- | ------ |
|     |         |          |       |          |        |
| 2   |         |          |       |          |        |
| 3   |         |          |       |          |        |

## Fase final
|  | Clasificación a Semifinales (ida) (vuelta) | Clasificación a Semifinales (ida) (vuelta) | Clasificación a Semifinales (ida) (vuelta) | Clasificación a Semifinales (ida) (vuelta) | Clasificación a Semifinales (ida) (vuelta) |  |  | Semifinales (ida) (vuelta) | Semifinales (ida) (vuelta) | Semifinales (ida) (vuelta) | Semifinales (ida) (vuelta) | Semifinales (ida) (vuelta) |  |  | Final (ida) (vuelta) | Final (ida) (vuelta) | Final (ida) (vuelta) | Final (ida) (vuelta) | Final (ida) (vuelta) |
|  |                                            |                                            |                                            |                                            |                                            |  |  |                            |                            |                            |                            |                            |  |  |                      |                      |                      |                      |                      |
|  |                                            |                                            |                                            |                                            |                                            |  |  | 1                          |                            |                            |                            |                            |  |  |                      |                      |                      |                      |                      |
|  | 3                                          |                                            |                                            |                                            |                                            |  |  | 4                          |                            |                            |                            |                            |  |  |                      |                      |                      |                      |                      |
|  | 6                                          |                                            |                                            |                                            |                                            |  |  |                            |                            |                            |                            |                            |  |  | 1                    |                      |                      |                      |                      |
|  |                                            |                                            |                                            |                                            |                                            |  |  |                            |                            |                            |                            |                            |  |  | 2                    |                      |                      |                      |                      |
|  |                                            |                                            |                                            |                                            |                                            |  |  | 2                          |                            |                            |                            |                            |  |  |                      |                      |                      |                      |                      |
|  | 4                                          |                                            |                                            |                                            |                                            |  |  | 3                          |                            |                            |                            |                            |  |  |                      |                      |                      |                      |                      |
|  | 5                                          |                                            |                                            |                                            |                                            |  |  |                            |                            |                            |                            |                            |  |  |                      |                      |                      |                      |                      |

### Clasificación a semifinales
Cancelados 

### Semifinales
Canceladas 

## Final
|                     |
| Campeón Ninguno     |
| Campeonato desierto |

## Tabla acumulada
|                                 | Pos. | Equipos        | PJ | PG | PE | PP | GF | GC | Dif. | PTS | Clasificación                             |
| ------------------------------- | ---- | -------------- | -- | -- | -- | -- | -- | -- | ---- | --- | ----------------------------------------- |
|                                 | 1º   | Comunicaciones | 35 | 19 | 10 | 6  | 59 | 36 | +23  | 67  | Ronda Preliminar de la Liga Concacaf 2020 |
|                                 | 2º   | Municipal      | 35 | 18 | 8  | 7  | 49 | 35 | +14  | 63  | Liga Concacaf 2020                        |
|                                 | 3º   | Antigua GFC    | 35 | 16 | 8  | 11 | 45 | 34 | +11  | 56  | Ronda Preliminar de la Liga Concacaf 2020 |
|                                 | 4º   | Guastatoya     | 35 | 16 | 8  | 11 | 42 | 32 | +10  | 56  |                                           |
|                                 | 5º   | Cobán Imperial | 35 | 14 | 9  | 12 | 42 | 38 | +4   | 51  |                                           |
|                                 | 6º   | Iztapa         | 35 | 14 | 9  | 12 | 47 | 44 | +3   | 51  |                                           |
|                                 | 7º   | Sanarate       | 35 | 15 | 7  | 13 | 40 | 41 | -1   | 49  |                                           |
|                                 | 8º   | Malacateco     | 35 | 12 | 8  | 15 | 38 | 38 | 0    | 44  |                                           |
|                                 | 9°   | Xelajú MC      | 35 | 9  | 14 | 12 | 38 | 42 | -4   | 41  |                                           |
|                                 | 10º  | Santa Lucía    | 35 | 8  | 13 | 14 | 34 | 47 | -13  | 37  |                                           |
|                                 | 11°  | Mixco          | 35 | 8  | 7  | 20 | 32 | 55 | -24  | 31  | Primera División 2020-21                  |
|                                 | 12°  | Siquinalá      | 35 | 6  | 8  | 21 | 37 | 61 | -24  | 26  | Primera División 2020-21                  |
| Actualizado: 13 de mayo de 2020 |      |                |    |    |    |    |    |    |      |     |                                           |